# Administration de la dynastie Ming
L'administration de la dynastie Ming (1368-1644) combina l'héritage des institutions de la dynastie mongole des Yuan (1272-1368) qu'elle avait remplacé et celui des institutions des dynasties antérieures d'origine chinoise, en premier lieu les Song. Les fortes tendances autoritaires du fondateur de la dynastie, Hongwu, se traduisirent cependant par le rabaissement des bureaux centraux traditionnels. Et comme pour d'autres dynasties, la montée sur le trône d'empereurs à la personnalité plus effacée, au rôle avant tout symbolique, favorisa avec le temps la montée en puissance des eunuques dont certains eurent entre leurs mains les destinées de l'empire pendant quelques années, engendrant des conflits avec l'élite lettrée de l'empire, qui entendait fournir les principaux ministres devant diriger l’État.

Le territoire de la dynastie Ming vers 1580.

## Subdivisions territoriales

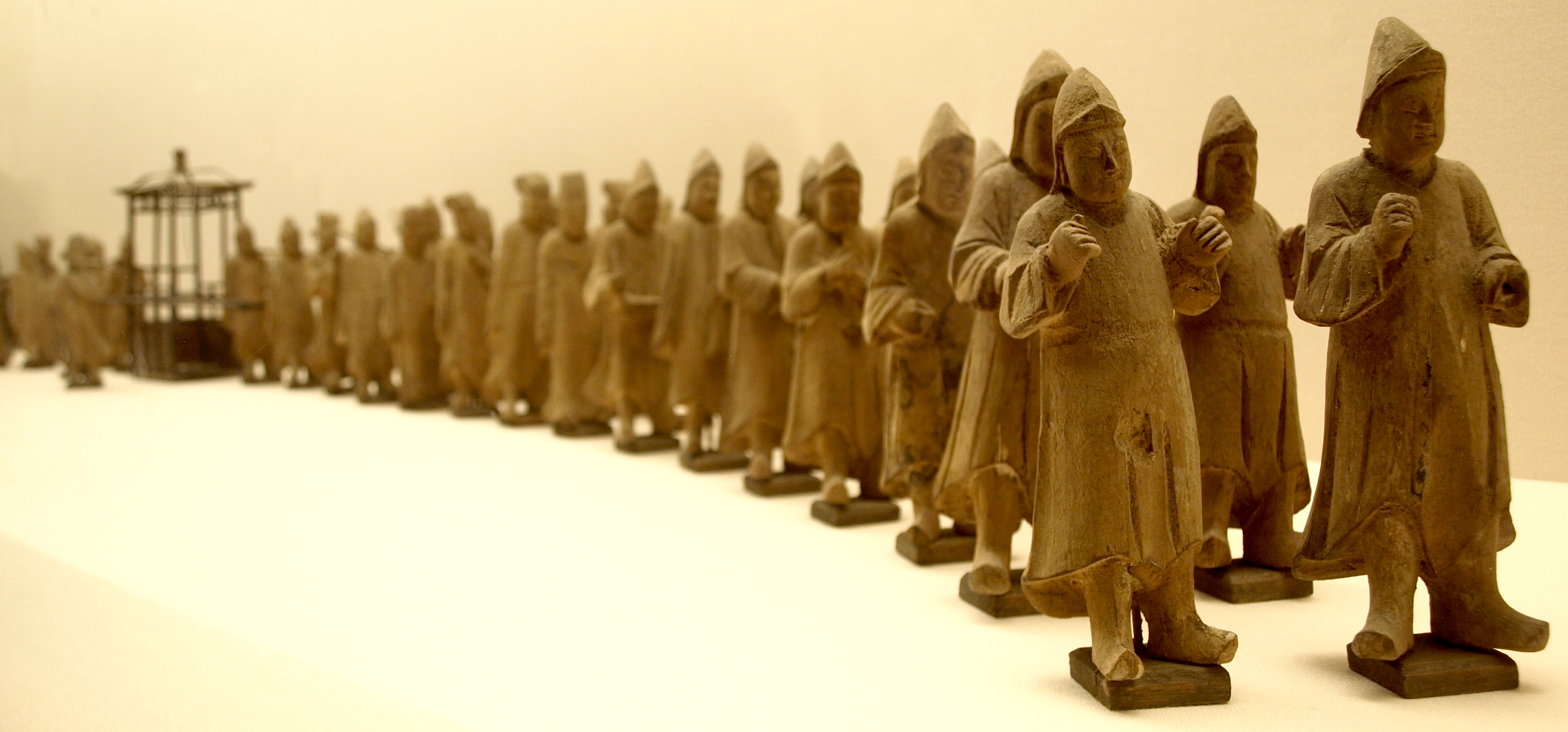
Figurines processionnaires de la tombe de Pan Yongzheng, un fonctionnaire de la dynastie Ming qui vécut au XVIe siècle et qui fut inhumé à Shanghai.

Les empereurs Ming reprirent le système d'administration territorial de la dynastie Yuan et les treize provinces Ming sont les précurseurs des actuelles provinces chinoises. Tout au long de la dynastie Song, la plus grande division politique était le circuit (lu 路). Cependant après l'invasion Jurchen en 1127, la cour Song établit quatre commandements militaires régionaux semi-autonomes qui deviendront la base de l'administration provinciale des dynasties ultérieures. Copié sur le modèle Yuan, l'administration provinciale des Ming abritait trois commissions : une civile, une militaire et une pour le renseignement. En dessus de ce niveau provincial (sheng 省) se trouvaient les préfectures (fu 府) gouvernées par un préfet (zhifu 知府) puis les sous-préfectures (zhou 州) sous l'autorité d'un sous-préfet. La plus basse division était le comté (xian 縣) supervisé par un magistrat. Nanjing et Pékin n'appartenaient à aucune province et formaient des zones urbaines (jing 亰) .

## Institutions

### Tendances institutionnelles

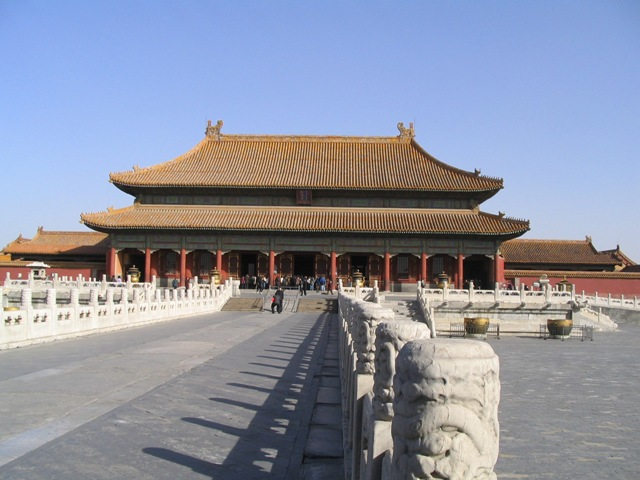
La Cité interdite, la résidence officielle des empereurs Ming et Qing de 1420 à 1924 lorsque l'empereur Puyi fut chassé de la cour par la République de Chine.

En dehors du principal système administratif central généralement appelé les Trois départements et six ministères qui fut instauré par la dynastie Han, l'administration Ming n'avait qu'un seul département qui contrôlait les six ministères. À la suite de l'exécution du chancelier Hu Weiyong en 1380, l'empereur Hongwu abolit le Secrétariat, le Censorat et la commission militaire suprême et prit personnellement en charge les six ministères et les cinq commissions militaires régionales,. Ainsi un niveau complet de l'administration avait disparu et ne fut que partiellement rétabli par les souverains ultérieurs. Le Grand Secrétariat fut créé pour conseiller et assister l'empereur mais n'accueillait, au départ, aucun grand conseiller ou chancelier. Les ministres restèrent sous le contrôle direct de l'empereur jusqu'à la fin de la dynastie Ming.
L'empereur Hongwu envoya son héritier désigné dans le Shaanxi pour « visiter et apaiser » (xunfu) la région ; en 1421 l'empereur Yongle chargea 26 fonctionnaires de réaliser des missions administratives similaires dans toute la Chine. En 1430, ces xunfu furent institutionnalisés et le Censorat fut rétabli avec ses censeurs. Comme dans les dynasties précédentes, les administrations provinciales étaient surveillées par un inspecteur itinérant envoyé par le Censorat. Les censeurs avaient le pouvoir d'accuser des fonctionnaires à tout moment,.

### Le Grand Secrétariat et les Six Ministères

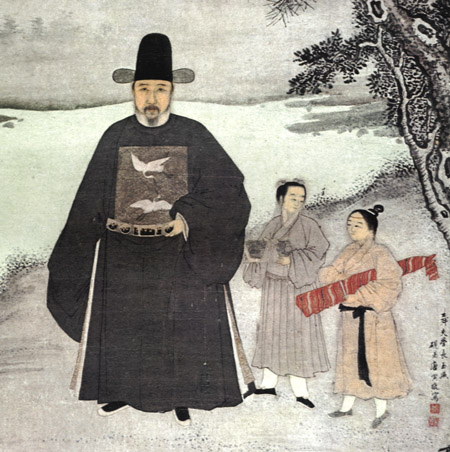
Portrait de Jiang Shunfu (1453-1504) se trouvant au Musée de Nanjing. Les deux grues qui ornent sa poitrine sont un carré mandarin qui indique à tous qu'il est un fonctionnaire civil de premier rang.

Les institutions gouvernementales en Chine conservèrent une organisation similaire durant près de 2 000 ans mais chaque dynastie créa des bureaux et des agences reflétant ses intérêts particuliers. Les grands secrétaires assistaient l'empereur Ming pour toute la paperasserie de l'administration et étaient généralement issus de l'académie Hanlin. Le Secrétariat était une agence coordinatrice tandis que les Six Ministères, qui étaient ceux du Personnel, des Revenus, des Rites, de la Guerre, de la Justice et des Travaux, étaient des organismes administratifs de l'État chargés de l'application des décisions. Le Ministère du personnel était chargé de la nomination, de l'évaluation, de la promotion et du licenciement des fonctionnaires ainsi que l'attribution des titres honorifiques. Le Ministère des revenus devaient rassembler les données des recensements, collecter les taxes et gérer les recettes de l'État. Le Ministère des rites avait pour mission d'organiser les cérémonies, les rituels et les sacrifices ; il supervisait également la création de registres pour les prêtres bouddhistes et taoïstes ainsi que l'accueil des ambassades provenant des pays vassaux. Le Ministère de la guerre avait la charge de nommer, de promouvoir et de démettre les officiers militaires, d'entretenir les installations, les équipements, les armes ainsi que le système de messagerie impériale. Le Ministère de la justice s'occupait des systèmes judiciaires et pénaux locaux. Le Ministère des travaux avait la charge des projets de constructions publiques, les projets d'entretien des routes et des canaux, d'engager des artisans et des ouvriers pour ces travaux temporaires, la standardisation (et le contrôle) des poids et mesures et la gestion des ressources des régions, par exemple en organisant des transports de grain d'une région en surproduction vers une région en demande, ou par le stockage dans les greniers à grain.

### Bureaux de la résidence impériale

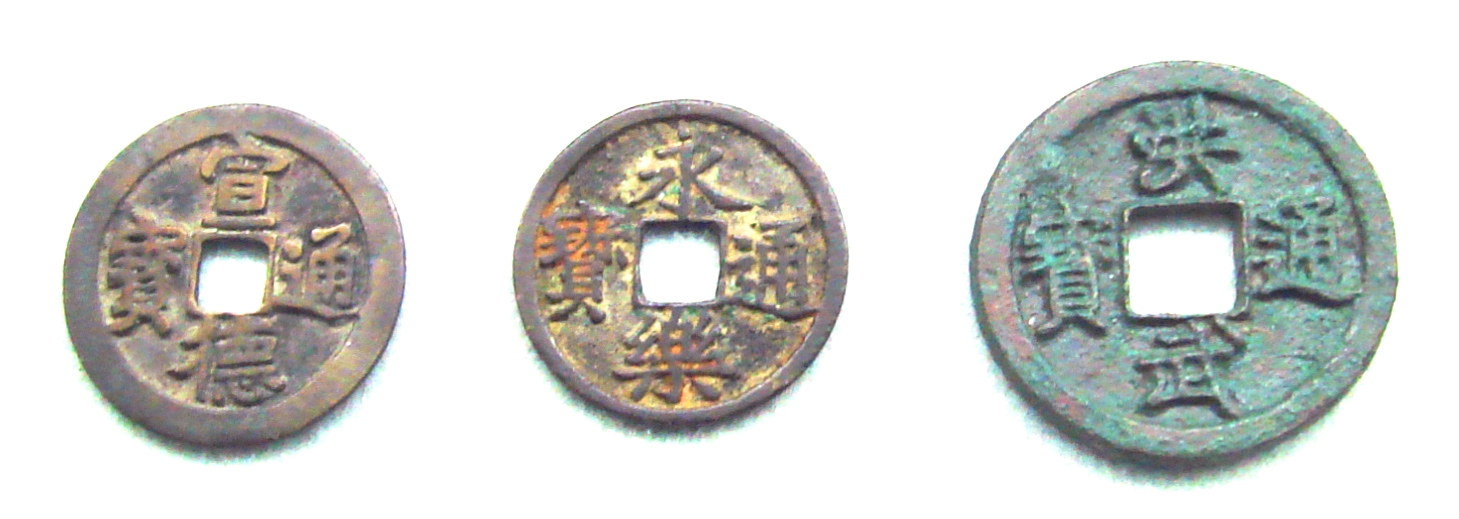
Pièces de la dynastie Ming,.

Les eunuques et les dames constituaient l'essentiel du personnel de la résidence royale et ils avaient leurs propres bureaux. Les servantes étaient réparties entre les bureaux de l'assistance du palais, de l'habillement, des denrées, de la chambre, de l'artisanat et de la surveillance du personnel. À partir des années 1420, les eunuques commencèrent à prendre la place des dames jusqu'à ce qu'il ne reste que le bureau de l'habillement et ses quatre bureaux subsidiaires. Sous Hongwu, les eunuques étaient organisés sous l'égide du conseil des surveillants du palais mais avec l'accroissement de leur influence à la cour, il y eut finalement douze conseils, quatre offices et huit bureaux. Des milliers d'eunuques travaillaient au palais et étaient divisés en différents conseils chargés de la surveillance du personnel, des rites, de la nourriture, des ustensiles, des documents, des écuries, des sceaux, de l'habillement et ainsi de suite. Les offices étaient chargés du ravitaillement en combustible, de la musique, du papier et des bains. Les bureaux géraient les armes, l'orfèvrerie, le blanchissage, les jardins et ainsi de suite. Par moments, l'eunuque le plus influent du conseil des rites agissait de facto en dictateur sur le pays.
Bien que le personnel du palais fut principalement composé d'eunuques et de dames de la cour, il existait un bureau de l'administration publique, appelé bureau des sceaux, qui coopérait avec les eunuques pour maintenir les sceaux, les marques et les timbres impériaux. Il existait également un bureau de l'administration publique pour superviser les affaires des princes.

## Fonction publique

### Hauts fonctionnaires

Les candidats aux examens impériaux se pressent pour voir les résultats affichés sur le mur ; détail d'un rouleau de Qiu Ying (1494–1552).

Après le règne d'Hongwu qui avait principalement réalisé des nominations en suivant des recommandations, les hauts fonctionnaires qui formaient les nombreux échelons de la bureaucratie furent recrutés à travers un rigoureux système d'examens impériaux dont le premier avait été institué par la dynastie Sui (581–618),,. En théorie, ce système permettait à n'importe qui de rejoindre les rangs des fonctionnaires impériaux mais en réalité, le temps et l'argent nécessaires à la préparation de l'examen limitait les candidats à ceux de la classe des propriétaires terriens. Néanmoins le gouvernement imposait des quotas par province pour le recrutement. Cela était une tentative pour réduire la monopolisation du pouvoir par l'aristocratie terrienne des régions les plus prospères où l'éducation était la plus avancée. L'expansion de l'imprimerie sous la dynastie Song avait accru la diffusion des connaissances et le nombre potentiel de candidats. Pour les enfants, il existait des livres pour apprendre à lire ou les tables de multiplication et pour les adultes, on trouvait en grande quantité des ouvrages sur les classiques confucéens et des annales des anciens examens.
Comme dans les périodes antérieures, l'examen était fondé sur les textes classiques confucéens et les Quatre Livres soulignés par Zhu Xi au XIIe siècle. Les examens de la dynastie Ming furent peut-être plus difficiles après 1487 lorsqu'il fut demandé la rédaction d'un « essai en huit parties »,. Il existait plusieurs niveaux d'examens et les fonctionnaires étaient répartis en neuf grades hiérarchiques eux-mêmes divisés en deux classes avec des salaires également hiérarchisés (ils étaient généralement payés en sacs de riz) suivant le rang. Alors que les diplômés qui réussissaient les examens provinciaux étaient immédiatement assignés à des postes inférieurs comme professeur du comté, ceux qui réussissaient les examens du palais recevaient un diplôme de doctorat (jinshi) et exerçaient à des positions élevées,. Durant les 276 années du règne des Ming, il y eut 90 examens du palais qui accordèrent 24 874 diplômes de doctorant. Ebrey avance qu'« il n'y avait à tout moment qu'un ou deux mille de ces jinshi, de l'ordre d'un sur 10 000 hommes adultes. » En comparaison, il y avait 100 000 shengyuan (étudiants gouvernementaux), l'échelon le plus inférieur des diplômés au XVIe siècle.
La titularisation maximale était de neuf ans mais les fonctionnaires étaient évalués sur leurs performances tous les trois ans par des fonctionnaires plus expérimentés. S'ils étaient jugés excellents, ils gagnaient un échelon, s'ils étaient notés corrects, ils conservaient leur rang et s'ils étaient considérés comme inadaptés, ils perdaient un grade. Dans des cas extrêmes, ils pouvaient être licenciés ou punis. Les fonctionnaires de rang supérieur à quatre n'étaient pas évalués mais on attendait d'eux qu'ils confessent leurs fautes. Il y avait environ 4 000 instructeurs scolaires dans les contés et les écoles des préfectures qui étaient évalués tous les neuf ans. L'instructeur en chef du niveau de la préfecture était compté comme équivalent à un diplômé de deuxième grade. Le conseil de l'instruction impériale supervisait l'éducation de l'héritier présomptif au trône et ce poste était exercé par un grand superviseur de l'instruction qui était un première classe de troisième grade.

### Bas fonctionnaires

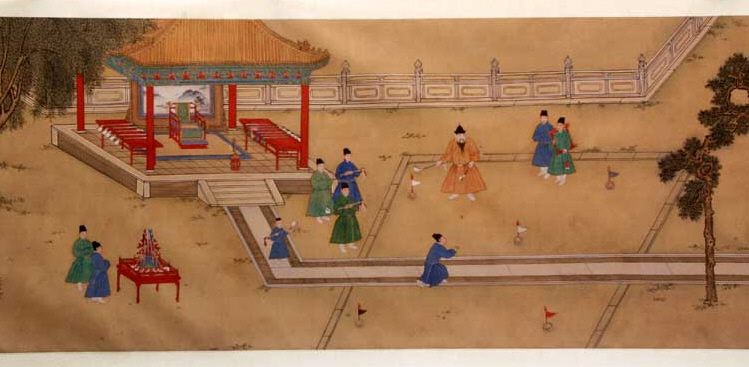
L'empereur Xuande jouant au chuiwan, un jeu similaire au golf, avec des eunuques. Peinture anonyme datant du règne de Xuande (1425-1435).

Les hauts fonctionnaires qui entraient dans la fonction publique par l'intermédiaire d'examens commandaient un groupe bien plus important de personnel sans grades appelés bas fonctionnaires. Ils étaient environ quatre fois plus nombreux ; Charles Hucker estime qu'ils étaient peut-être environ 100 000 dans tout l'Empire. Ces derniers réalisaient des taches cléricales et techniques pour le compte des agences du gouvernement. Les bas fonctionnaires étaient périodiquement évalués sur leur mérite et après neuf ans de service, ils pouvaient être acceptés dans les bas échelons de la fonction publique. L'un des avantages des bas fonctionnaires était que les hauts fonctionnaires étaient périodiquement mutés dans différentes régions de l'Empire et ils devaient compter sur la coopération des bas fonctionnaires locaux.

### Eunuques, princes et généraux

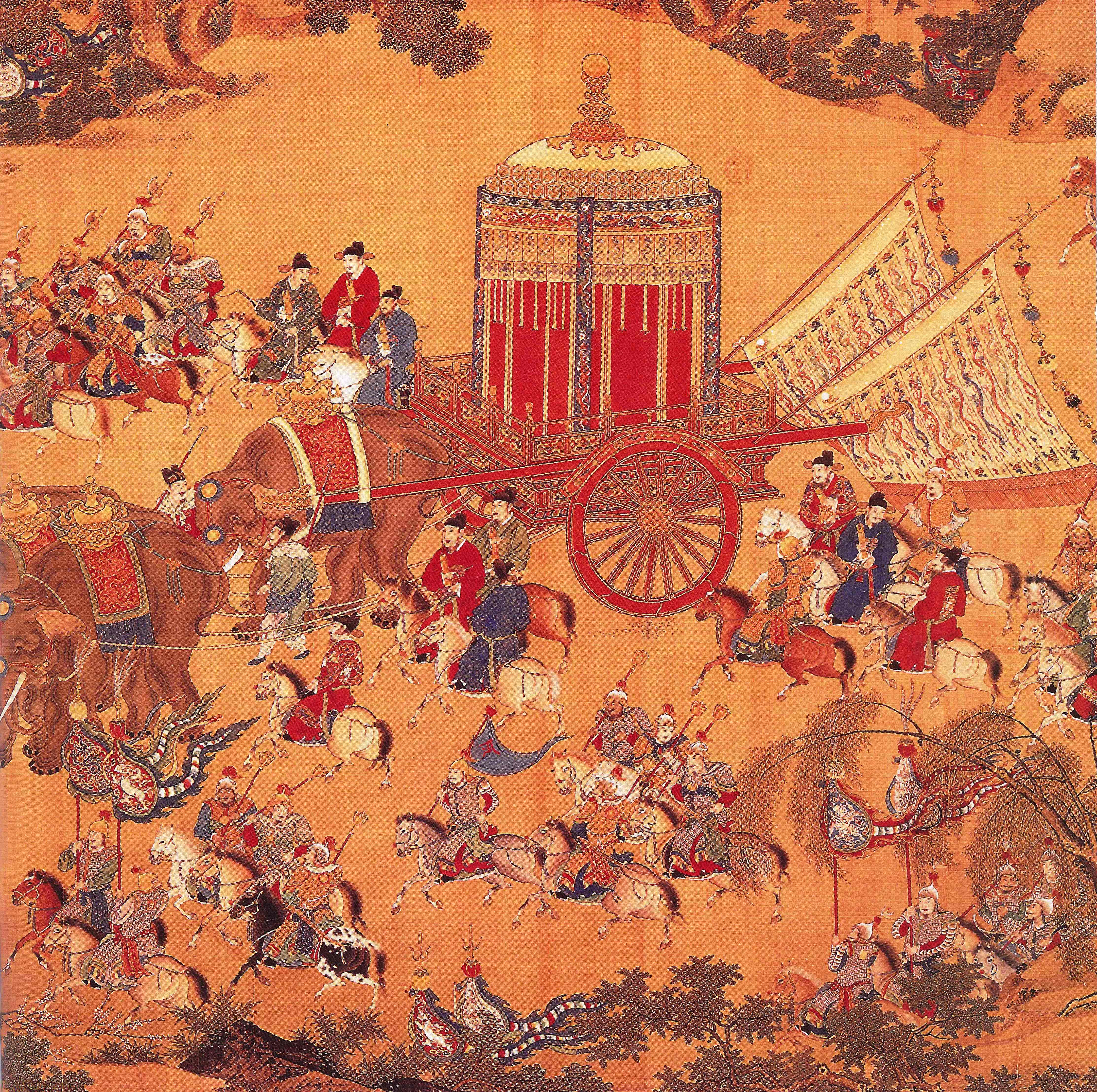
Détail de l'Approche de l'Empereur montrant l'attelage de l'empereur Wanli tiré par des éléphants et escorté par des cavaliers (le panorama complet est disponible ici)

Sous la dynastie Ming, les eunuques gagnèrent un pouvoir sans précédent sur les affaires de l'État. L'un de leurs moyens de contrôle le plus efficace était le service secret stationné dans qui était appelé le Dépôt oriental au début de la dynastie puis le Dépôt occidental par la suite. Ce service secret était supervisé par le conseil des rites. Les eunuques avaient des rangs équivalents à ceux des fonctionnaires mais ils n'en avaient que quatre au lieu de neuf.
Les princes et les descendants du premier empereur Ming recevaient des commandements militaires nominaux et de larges propriétés sans titres. À la différence des princes des dynasties Han et Jin qui étaient installés en tant que rois locaux, les princes de la dynastie Ming n'exerçaient aucune fonction administrative et c'est seulement durant les règnes des deux premiers empereurs qu'ils participaient aux opérations militaires.
Comme les hauts fonctionnaires, les généraux étaient répartis suivant un système hiérarchique et étaient évalués tous les cinq ans. Cependant, les officiers de l'armée avaient moins de prestige que les fonctionnaires. Cela était en partie lié au fait que leur poste était héréditaire (et non uniquement fondé sur le mérite) et aux valeurs confucéennes qui privilégiaient ceux qui choisissaient la poursuite de la connaissance (wen) sur ceux qui choisissaient la violence (wu),. Les officiers pouvaient néanmoins participer aux examens impériaux et après 1478, ils avaient leurs propres examens pour tester leurs qualités militaires. Dans la première moitié de la dynastie Ming, les postes les plus élevés étaient contrôlés par les membres des grandes familles chinoises mais cette tendance s'inversa dans la seconde moitié et des officiers issus de milieux plus modestes commencèrent à les remplacer.